# 朱利安·馮塔納

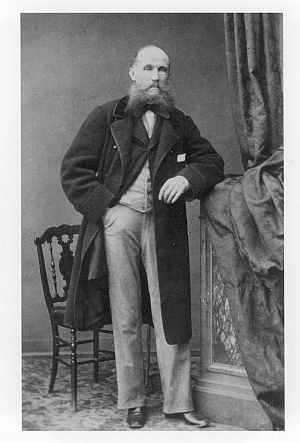
摄于1860年左右

朱利安·冯塔纳（Julian Fontana，或Jules Fontana；1810年7月31日—1869年12月23日）是一名波兰钢琴家、作家，他是肖邦的好友。

## 生平
他出生于华沙的一个意大利裔家庭，曾在华沙大学读书，也曾师从约瑟夫·埃尔斯纳学习音乐，后者也是肖邦的老师，他们因此结识。1831年，他离开华沙定居汉堡，1832年前往巴黎，在那里成为钢琴家。
1850年9月9日，他在纽约和寡妇卡蜜拉·坦南特（Camilla Dalcour Tennant，1818–1855）结婚 。1853年7月10日，他们的儿子朱利安·卡梅罗·亚当·冯塔纳（Julian Camillo Adam Fontana）在巴黎出生。卡蜜拉在1855年去世后，他把妻子和前夫生下的孩子送到英格兰的前夫家，之后回到纽约。同年9月7日，他自动归化为美国人。
同样是1855年，他搜集、出版了肖邦的遗稿（Op. 66-73）。1860年代，他将《堂吉诃德》翻译成波兰语。晚年，他耳朵渐渐不听使唤，又受贫穷的困扰，在巴黎吸一氧化碳自尽，死后葬在蒙马特公墓，死前把儿子送到妻子在英格兰的娘家。